# Березовка (Рубцовський район)
Бере́зовка (рос. Берёзовка) — селище у складі Рубцовського району Алтайського краю, Росія. Входить до складу Безрукавської сільської ради.

## Населення
Населення — 443 особи (2010; 411 у 2002).
Національний склад (станом на 2002 рік):
- росіяни — 73 %